# Patrik Lörtscher
Patrik Lörtscher, né le 19 mars 1960, est un joueur suisse de curling notamment champion olympique en 1998.

## Carrière
Pendant sa carrière, Patrik Lörtscher participe six fois aux championnats d'Europe où il remporte l'or en 1978 et en 1981 et le bronze en 1982. Il prend également part à neuf championnats du monde, où il gagne l'or en 1981, l'argent en 1982 et 1989 et le bronze en 1980, 1996 et 1999. Lörtscher participe une fois aux Jeux olympiques, en 1998 à Nagano au Japon, avec Dominic Andres, Patrick Hürlimann, Daniel Müller et Diego Perren. Il devient champion olympique après une victoire en finale contre les Canadiens.